# Eredità giacente
L'eredità giacente è la definizione che viene data all'eredità nel periodo intercorrente fra l'apertura della successione e l'accettazione dei chiamati all'eredità.

## Nell'ordinamento italiano
Il codice civile italiano ne riserva una disciplina specifica, nel libro II (delle successioni), con gli articoli 528 e seguenti, proprio per assicurare che in quel lasso di tempo i beni dell'asse ereditario siano tutelati. Quando il chiamato non è in possesso dei beni ereditari il giudice nominerà un curatore dell'eredità.
Il suo compito cessa una volta avvenuta l'accettazione da parte del chiamato.
Secondo un antico brocardo  Heredes non habet sed habere sperat - Non ha eredi ma spera di averlo.
Nel diritto italiano è regolato dal capo VIII del Titolo I Libro II  del Codice civile, che disciplina:
- art. 528: Nomina del curatore
- art. 529: Obblighi del curatore
- art. 530: Pagamento dei debiti ereditari
- art. 531: Inventario,amministrazione e rendimento dei conti
- art. 532: Cessazione della curatela per accettazione dell'eredità